# Hergiswil
Hergiswil este un oraș în cantonul Nidwalden, Elveția.

## Istorie
Hergiswil a fost menționat pentru prima dată în jurul anilor 1303-1309 ca și ze Hergenswile

## Geografia
Hergiswil are o suprafață de 14,2 kilometri pătrați. Din aceasta suprafață, 29,3% este folosită în scopuri agricole, în timp ce 44, 4 % este pădure. Restul suprafaței este ocupat de drumuri si clădiri 9,7%, iar restul de 16,6 % este ocupat de ghețari, râuri și munți.
Municipalitatea este situată între Muntele Pilat si lacul Lucerne.

## Demografie
Hergiswil are o populație (la 31 decembrie 2016) de 5.682. Începând cu anul 2007, 14,5% din populație era formată din cetățeni străini. În ultimii 10 ani populația a crescut cu o rată de 11,5%. Majoritatea populației (din 2000) vorbește germană (91,0%), iar Iatliana cea de-a doua cea mai comună (2,0%), iar cea franceză fiind cea de-a treia (1,1%). Începând cu anul 2008, distribuția pe sexe a populației a fost de 52,2% bărbați și 47,8% femei.
Din 2000 există 2.216 de gospodării, din care 1.627 de gospodării (sau aproximativ 73.4%) conțin doar una sau două persoane. 91 sau aproximativ 4,1% sunt gospodării mari, cu cel puțin cinci membri .
În alegerile federale din 2007, cel mai popular partid a fost FDP care a primit 89,1% din voturi. Majoritatea restului de voturi au fost acordate partidelor mici de dreapta locale (9,3%). 
În Hergiswil, aproximativ 77,7% din populație (între vârsta 25-64 ani) a absolvit fie învățământul secundar superior neobligatoriu, fie învățământul superior suplimentar (fie universitar, fie Fachhochschule).
Hergiswil are o rată a șomajului de 1,24%. Începând cu anul 2005, în sectorul economic primar au fost angajați 89 de persoane și aproximativ 35 de întreprinderi implicate în acest sector. 666 de persoane sunt angajate în sectorul secundar și există 72 de întreprinderi în acest sector. În sectorul terțiar sunt angajați 2091 de persoane, cu 382 de întreprinderi din acest sector .
Populația istorică este dată în tabelul următor: 
| Anul | populația |
| ---- | --------- |
| 1769 | 460       |
| 1850 | 804       |
| 1900 | 1080      |
| 1950 | 2904      |
| 1970 | 4364      |
| 1990 | 4625      |
| 2000 | 4962      |
| 2005 | 5396      |

## Transporturi
Hergiswil este deservită de stația Hergiswil și de stația Hergiswil Matt de pe linia de cale ferată Brünig și de linia Luzern-Stans-Engelberg conectată. Serviciile S-Bahn S-Bahn din Lucerna S4 și S5 se combină pentru a oferi patru trenuri pe oră la fiecare stație. Stația Hergiswil este deservită, de asemenea, de trenurile InterRegio pe oră între Lucerna și Interlaken și între Lucerna și Engelberg  . 

## Atracții
Principalele atracții ale lui Hergiswil sunt: o casă veche a clerului, biserica, capela Maria zum guten Rat, conacul vechi Thumigerhaus și un atelier de vitralii cu muzeu. Atelierul a fost înființat în 1817, arzând cu o singură ocazie, dar încă fiind funcțional.